# 让-贝特朗·阿里斯蒂德

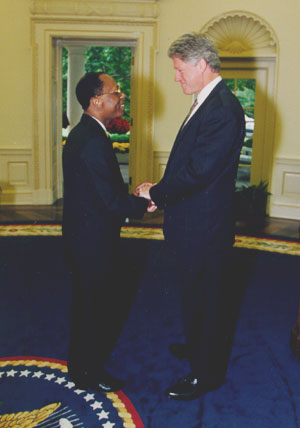
1994年10月14日，阿里斯蒂德（左）於白宮會見克林頓（右）

让-贝特朗·阿里斯蒂德（法語：Jean-Bertrand Aristide，法語發音：[ʒɑ̃ bɛʁtʁɑ̃ aʁistid]；1953年7月15日—），海地政治家，曾四度任总统（1991年、1993年－1994年、1994年－1996年、2001年－2004年）。

## 生平
阿里斯蒂德生于海地南部省的萨吕港，自幼丧父。1979年毕业于海地国家大学，获心理学硕士学位。1982年，阿里斯蒂德成為一名天主教神父。
1990年12月，首次当选为海地总统，执政僅八个月后，他被塞德拉斯将军发动的军事政变推翻，流亡国外。
1994年美国对海地实行军事干涉后，他回国复任总统，1996年2月任滿卸任。2000年11月，阿里斯蒂德在总统大选中获胜，2001年2月再次出任海地总统。
2004年2月29日，阿里斯蒂德宣布辞去总统职务，随后乘飞机离开海地开始流亡生涯，並先後流亡中非共和國和南非。
2011年，由於政府推動和解政策，他終於在流亡7年後回到了海地。